# Gnathopogon javanicus
Gnathopogon javanicus és una espècie de peix cipriniforme de la família dels ciprínids.